# Wauzeka, Wisconsin
Wauzeka là một làng thuộc quận Crawford, tiểu bang Wisconsin, Hoa Kỳ. Năm 2006, dân số của làng này là 768 người.